# Hōnen Matsuri
Hōnen Matsuri ("día de la prosperidad")  (豊年祭?) es un festival dedicado a la fertilidad que se celebra todos los años el 15 de marzo en Japón. El más conocido de estos festivales se lleva a cabo en el pueblo de Komaki, al norte de Nagoya. Hounen significa buena cosecha en japonés, y matsuri es un festival o feriado. El festival y la ceremonia de Hounen celebran la bendición de una cosecha abundante además de prosperidad y fertilidad.

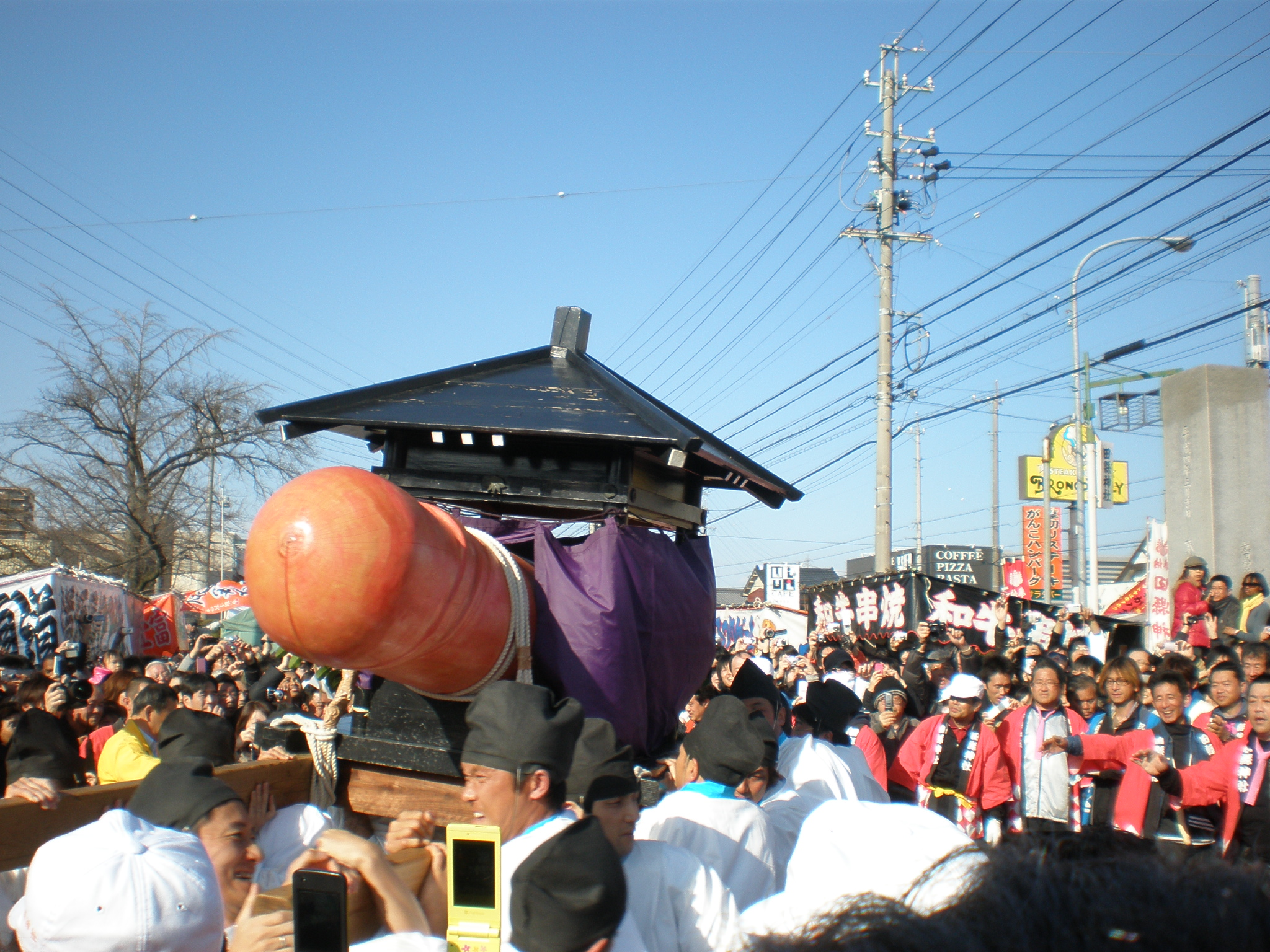
Hōnen Matsuri.

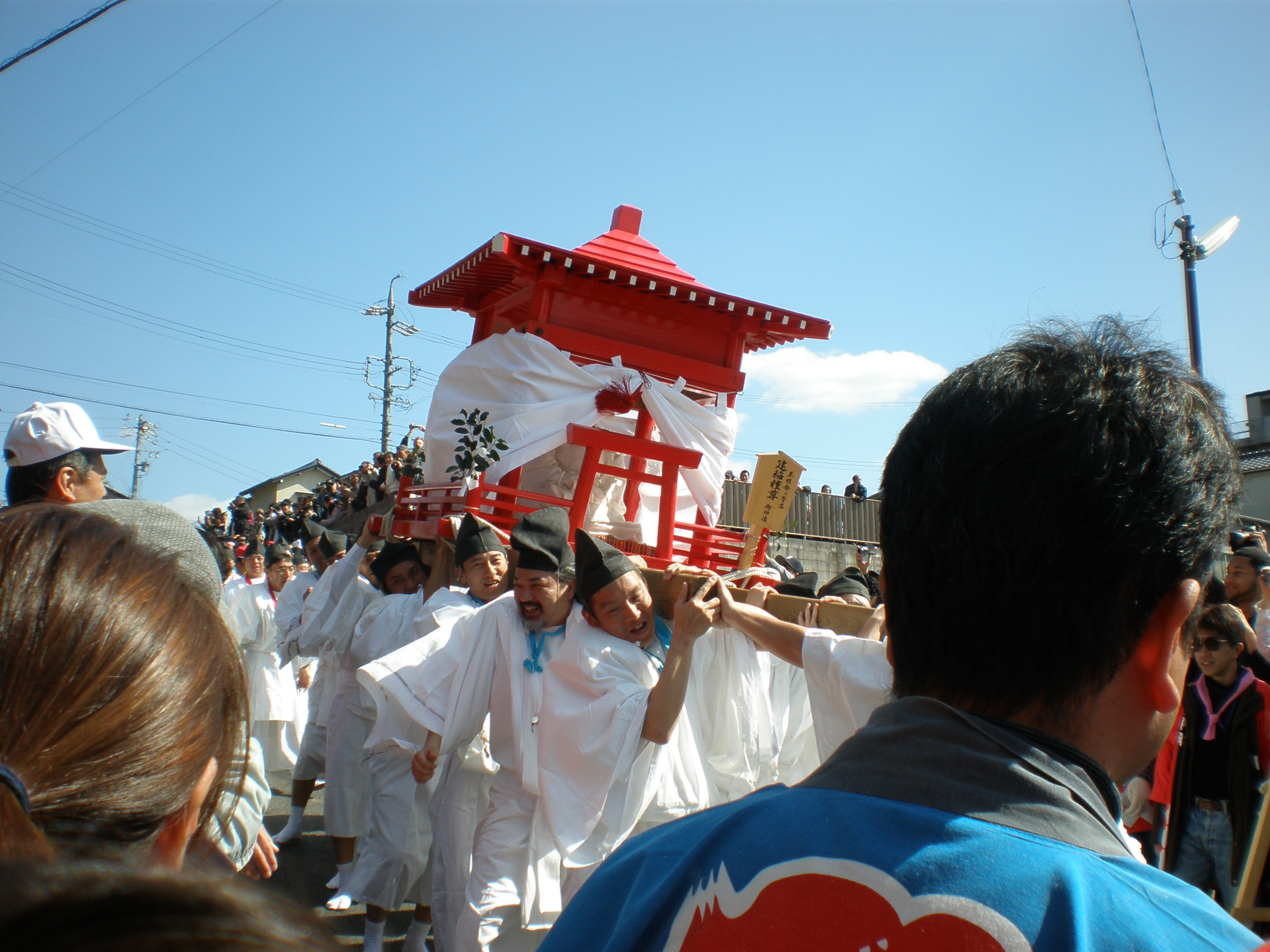
Hōnen Matsuri.

Las características más interesantes del festival son los sacerdotes shinto tocando instrumentos musicales, un desfile de gente vestida en ropas ceremoniales, sake gratis y un pene de madera de 280 kg de peso y 2.5 metros de largo, llevado por mujeres de cierta edad. Este último se lleva de un templo llamado Shinmei Sha en un cerro a otro templo llamado Tagata Jinja.
El festival comienza a las 10:00 en Tagata Jinja donde se venden todo tipo de comidas y souvenirs (la mayoría con forma fálica). También se ofrece sake gratis de unos grandes barriles de madera. Sobre las 14:00 toda la gente se reúne en Shinmei Sha para el comienzo de la procesión. Un sacerdote shinto reza y bendice tanto a los participantes como al mikoshi y al pene de madera que serán trasladados durante la procesión.
Cuando la procesión llega a Tagata Jinja el mikoshi y el pene de madera se hacen girar vigorosamente para luego dejarlos en el suelo y realizar algunos rezos más. Más tarde la gente se reúne en el exterior de Tagata Jinja y esperan al mochi nage, donde pequeñas tartas de arroz son arrojadas a los participantes desde unas estructuras elevadas. El festival concluye sobre las 16:30.
- Wikimedia Commons alberga una categoría multimedia sobre Hōnen Matsuri.

- Datos: Q30924149
- Multimedia: Hōnen Matsuri (Tagata Shrine) / Q30924149